# Raspenava
Raspenava es una localidad del distrito de Liberec en la región de Liberec, República Checa, con una población estimada en 2020 de 2819 habitantes. 
Se encuentra ubicada al norte de la región, en la zona de los montes Jizera (Sudetes occidentales) y el río Jizera —un afluente derecho del río Elba—, y cerca de la frontera con Polonia y Alemania.